# 필심
필심(畢諶, ? ~ ?)은 중국 후한 말의 정치가로, 연주(兗州) 동평국(東平國) 사람이다.

## 생애
조조(曹操)를 섬겼다.
연주자사(兗州刺史)에 임명된 조조는 필심을 별가(別駕)에 임명하였는데, 장막(張邈)이 반란을 일으키고 필심의 모친과 동생 · 처자를 인질로 잡았다. 조조는 필심에게 노모가 있는 곳으로 가도록 하였으나 필심은 머리를 조아리며 떠나지 않을 것임을 표하였고, 조조는 기뻐하며 눈물을 흘렸다. 그러나 필심은 곧 마음이 변하여 장막에게 갔다.
건안(建安) 3년(198) 12월, 조조는 장막의 세력을 흡수한 여포(呂布)를 토벌하였다. 이때 필심은 사로잡혔는데, 조조는
| “ | 부모에게 효도하는 자가 어찌 군주에게 충성을 다하지 않겠는가! (이 자야말로) 내가 찾던 바이다. | ” |

라고 말하며 그를 용서하고 노상(魯相)에 임명하였다.